# Gouvernement militaire de l'armée des États-Unis en France
Le gouvernement militaire de l'armée des États-Unis en France (en anglais : Allied Military Government of Occupied Territories, AMGOT), est un organisme créé conjointement par les États-Unis et le Royaume-Uni dans le but d'administrer la France après la Libération. Ce projet a été empêché par l'action du gouvernement de Charles de Gaulle.

## Contexte

### Fragilité des États européens
La Seconde Guerre mondiale fait chuter plusieurs gouvernements européens, ainsi qu'asiatiques. Les États-Unis mettent en place, dès leur engagement dans la guerre, des projets d'administration par des forces militaires américaines des pays tombés. L'AMGOT se déploie à la fin de la guerre en Italie, dirigée par Harold Alexander. L'occupation militaire a lieu à partir du Long Armistice du 29 septembre 1943. En Corée, un organisme similaire, l'USAMGIK, dirige la moitié sud de la péninsule coréenne du 8 septembre 1945 au 15 août 1948.

### Projet avorté de démembrement de la France
Le président Franklin Delano Roosevelt et son cabinet préparent différents plans pour reconfigurer la politique européenne de l'après-guerre. Il propose à Anthony Eden de créer un nouvel État appelé Wallonia, en retirant à la France l'Alsace-Lorraine, ainsi que des parties des Hauts-de-France, pour les donner à la Belgique. Ce plan est finalement abandonné.

### Projet d'occupation militaire
Un autre plan, plus ambitieux, d'un gouvernement militaire pro-américain de la France est mis en place. Le président considère en effet que la France tient certains points stratégiques en Europe, en Afrique et en Chine, que les Américains doivent récupérer. Comme le rapporte Dwight D. Eisenhower dans Croisades en Europe : « [Roosevelt] se montrait très pessimiste sur le point de savoir si la France retrouverait son prestige d’antan et sa puissance en Europe. En conséquence, il se préoccupait des moyens de s’assurer du contrôle de certains points stratégiques de l’Empire français, que les Français eux-mêmes, pensait-il, ne seraient peut-être plus en mesure de conserver ».
Ainsi, en novembre 1942, Roosevelt fait signer par Mark Wayne Clark les accords Clark-Darlan, qui mettent sous occupation américaine les territoires de l'Empire colonial français. Lorsque Charles de Gaulle envoie à Washington André Philip pour annoncer que la France libre ne pourra tolérer une administration par les États-Unis de territoires français, Roosevelt révèle à Philip le plan d'occupation militaire de la métropole : « Quand nous entrerons en France, nous userons du droit de l’occupant... Les Américains resteront en France jusqu’à ce que des élections libres y soient organisées [...] Je parlerai au peuple français à la radio et il fera ce
que je voudrai ». Philip prévient Roosevelt que de Gaulle s'opposera à ce plan.
Conformément à ce qu'il avait annoncé à Philip, dans un mémorandum daté du 8 mai 1943, Roosevelt écrit à Winston Churchill : « Je suis enclin à penser que lorsque nous serons en France, il faudra considérer notre action comme celle d'une occupation militaire gérée par des généraux Américains et Britanniques [...] Les postes les plus importants, l'administration nationale, doit être gardée entre les mains du commandant-en-chef Britannique ou Américain. Ce sera nécessaire pour, je pense, six mois ou même un an, le temps d'organiser des élections et une nouvelle forme de gouvernement ».

## Préparatifs
Roosevelt propose un plan d'action selon lequel les généraux anglo-saxons s'appuieraient sur les préfets et les départements. Les États-Unis et le Royaume-Uni créent des écoles ad hoc pour entraîner et préparer ceux qui seront amenés à diriger les gouvernements militaires d'occupation, notamment à l'université Columbia. En plus de supports sur l'Allemagne et le Japon, ils préparent des supports et des cours sur la France, sa vie politique et administrative.
Des billets sous forme de francs sont imprimés par la Réserve fédérale des États-Unis. Ils commencent à être distribués dès le débarquement de Normandie et sont bien reçus par la population. Selon Claude Hettier de Boislambert, l'opération américaine avait vocation à mettre la France sous dépendance de manière totale : des officiers auraient remplacé les maires, les budgets municipaux auraient été gérés par les libérateurs, ainsi que les systèmes de communication et de chemins de fer. Charles-Louis Foulon, un historien ayant travaillé pour de Gaulle, a soutenu que les Américains auraient voulu mettre en place des tribunaux Alliés en France.

## Oppositions

### Opposition française
Charles de Gaulle rapporte dans ses Mémoires de guerre qu'il connaissait les projets de l'AMGOT, qui aurait eu pour ambition d'administrer pleinement l’État et d'y insérer durablement une influence américaine, et s'y était à ce titre opposé. Il aurait été informé grâce aux renseignements fournis par Philippe Thyraud de Vosjoli, récupérés en Afrique du Nord. André Gros, membre du cabinet de De Gaulle et négociateur avec les Américains, a écrit que le plan AMGOT a été arrêté à temps par de Gaulle en l'espace de dix jours, entre le 4 et le 14 juin 1944.
Michel Debré a joué un rôle essentiel en organisant, durant le mois de juin 1944, le remplacement des préfets nommés par le régime de Vichy par des commissaires de la République dotés de la légitimité de la Résistance. Cela a permis une prise de pouvoir par les résistants français, et empêché que les États-Unis ne nomment des personnalités extérieures à la résistance.
Selon Diane de Bellescize, la création du Gouvernement provisoire de la République française avait précisément pour objectif de former une entité légale reconnue qui puisse s'opposer à l'AMGOT. Sa création aurait ainsi été subordonnée à un double objectif : éviter l'anarchie, perçue comme favorisant les communistes, et bloquer l'AMGOT. Ainsi, avant le débarquement de Normandie, le président Roosevelt donne ordre au général Eisenhower de ne rien faire sur place qui puisse donner l'idée que l'administration reconnaissait officiellement le gouvernement provisoire comme légitime.

Le général De Gaulle dira concernant AMGOT et le débarquement de Normandie :
Le débarquement du 6 juin, ç'a été l'affaire des Anglo-Saxons, d'où la France a été exclue. Ils étaient bien décidés à s'installer en France comme en territoire ennemi ! Comme ils venaient de le faire en Italie et comme ils s'apprêtaient à le faire en Allemagne ! Ils avaient préparé leur AMGOT, qui devait gouverner souverainement la France à mesure de l'avance de leurs armées. Ils avaient imprimé leur fausse monnaie, qui aurait eu cours forcé. Ils se seraient conduits en pays conquis. C'est exactement ce qui se serait passé si je n'avais pas imposé, oui imposé, mes commissaires de la République, mes préfets, mes sous-préfets, mes comités de libération ! Et vous voudriez que j'aille commémorer leur débarquement, alors qu'il était le prélude à une seconde occupation du pays ? Non, non, ne comptez pas sur moi ! Je veux bien que les choses se passent gracieusement, mais ma place n'est pas là !

### Opposition britannique
De manière plus générale, les Britanniques ont obtenu des Américains que l'AMGOT ne s'applique pas aux « pays libérés dotés de gouvernement reconnus ». Or, le Royaume-Uni a reconnu de Gaulle comme chef de la France depuis juillet 1940. Les Américains et les Britanniques sont en désaccord sur la nécessité de reconnaître à la France un gouvernement légitime en de Gaulle.
Le gouvernement britannique se montre ainsi à certains moments opposé au projet. Anthony Eden, devenu ministre des Affaires étrangères du Royaume-Uni, rend visite à Roosevelt en mars 1943, et s'oppose au projet d'AMGOT. Il écrira plus tard : « Je ne pouvais pas non plus être d'accord avec un nouveau projet américain, qui était que les forces alliées qui débarqueraient en France devraient administrer la France. Il me semblait que Roosevelt voulait tenir entre ses mains le futur de la France afin de décider du sort du pays. Je n'aimais pas cela, et préférais que l'on travaille avec une autorité civile française aussitôt que possible ». Dans son journal, il écrit le 4 mars 1944 que les Britanniques seraient « fous de suivre Roosevelt, aveuglé par son aversion absurde et mesquine pour de Gaulle ».

### Opposition américaine
Le projet de démembrement de la France, puis d'occupation du pays, fait également l'objet d'oppositions aux États-Unis. Les médias américains, d'abord, sont pro-gaullistes et même s'ils n'ont pas vent du projet de Roosevelt, considèrent de Gaulle comme le chef légitime de la France.
Dwight D. Eisenhower se montre plutôt opposé au projet du président, ne comprenant pas l'animosité et la mesquinerie de Roosevelt vis-à-vis du général français. Il influence Roosevelt en 1944 via des télégrammes afin de l'inciter à reconnaître en de Gaulle le seul chef légitime. Le 3 juin, il écrit : « Tous nos renseignements nous conduisent à croire que la seule autorité que les groupes de résistance désirent connaître est celle de De Gaulle et de son comité... Il contrôle les seules forces militaires qui puissent prendre part à l’opération. En conséquence, du point de vue strictement militaire [...] nous sommes tenus de traiter avec lui si nous voulons nous assurer l’aide maximale des Français, tant à l’intérieur qu’à l’extérieur du pays ».

## Postérité
Devenu le premier président de la Ve République, Charles de Gaulle refuse de célébrer le débarquement de Normandie. Il explique cette décision à Alain Peyrefitte en faisant référence au projet de gouvernement militaire d'occupation :

« Le débarquement du 6 juin, ç’a été l’affaire des Anglo-Saxons, d’où la France a été exclue. Ils étaient bien décidés à s’installer en France comme en territoire ennemi ! Comme ils venaient de le faire en Italie et comme ils s’apprêtaient à le faire en Allemagne ! Ils avaient préparé leur AMGOT qui devait gouverner souverainement la France à mesure de l’avance de leurs armées. Ils avaient imprimé leur fausse monnaie, qui aurait eu cours forcé. Ils se seraient conduits en pays conquis... Et vous voudriez que j’aille commémorer ce débarquement qui était le prélude à une seconde occupation du pays ? »